# Black Lips
Black Lips je americká rocková skupina, založená v roce 1999 v Atlantě v Georgii. Původní sestavu skupiny tvořili zpěvák a kytarista Cole Alexander, kytarista Ben Eberbaugh, baskytarista Jared Swilley a bubeník Joe Bradley. Eberbaugh v roce 2002 zemřel a nahradil jej Jack Hines, který o dva roky později odešel a na jeho místo přišel Richie Hayes. Ten ve skupině příliš dlouho nevydržel a nahradil jej Ian Saint Pé Brown. Své první album nazvané Black Lips! skupina vydala v roce 2003 a do roku 2017 jich vydala dalších sedm.

## Diskografie
- Black Lips! (2003)
- We Did Not Know the Forest Spirit Made the Flowers Grow (2004)
- Let It Bloom (2005)
- Good Bad Not Evil (2007)
- 200 Million Thousand (2009)
- Arabia Mountain (2011)
- Underneath the Rainbow (2014)
- Satan's Graffiti or God's Art? (2017)